# Simone Pianetti
Simone Pianetti (1858. augusztus 7.– ?) olasz sorozatgyilkos, aki 7 embert ölt meg.

## Élete

### Ifjúkora
Simone Pianetti 1858-ban született Camerata Cornellóban. Fiatal korában megpróbálta megölni apját egy örökösödési vita kapcsán, de kísérlete sikertelen volt. Ismeretlen okokból nem tartóztatták le, hanem a csendőrség (Carabinieri) helyi vezetőjével kötött egyezség alapján az Egyesült Államokba távozhatott. Mivel terveit itt sem tudta megvalósítani, apja segítségével hazatért Olaszországba és feleségül vett egy Carlotta nevű helybéli leányt, akitől 9 gyereke született.

### Hazatérése után
Pianetti éttermet nyitott a faluban, ahol táncolni is lehetett. A helyi lelkész és más egyházi személyek ezzel nem értettek egyet, és rákényszerítették étterme bezárására. Ezután egy elektromos energiával működő malmot akart létrehozni, de ez sem sikerült. Lényeges körülmény, hogy falujában ő volt az egyetlen, aki nem járt vasárnaponként templomba. Ezek a tények mind azt sugallták számára, hogy Camerata Cornellóban mindenki utálja őt, végül ez vezette őt a mészárláshoz.

### A mészárlás és következményei
1914. július 13-án reggel fogta puskáját és agyonlőtt 7 embert. Áldozatai a következő személyek voltak:
- Domenico Morali
- Abramo Giudici (a község elöljárója) és leánya, Valeria
- Giovanni Ghilardi (cipész)
- Stefano Filippi (a község lelkipásztora)
- Giovanni Giupponi
- Caterina Milesi (farmer)

A gyilkosságok után Pianetti elhagyta a falut és néhány napot Monte Cancervóban töltött, annak ellenére, hogy egy rendőrökből, csendőrökből és a 78. gyalogsági ezred egy századából álló csapat kereste őt. Olmo al Brembónál tűzharcba keveredett a csendőrökkel, de sikerült elmenekülnie a hegyekbe. Sohasem tartóztatták le és a holttestét sem találták meg.